# انلوسیموس دود
اَنِلوسیموس دود (نام علمی: Anelosimus dude) نام یک گونه از تیره عنکبوت‌های پاشانه‌ای است. این گونه به افتخار «دود»، شخصیتِ اصلی فیلم لبوفسکی بزرگ برادران کوئن چنین نام‌گذاری شده است.